# Sanders (Arizona)
Sanders – jednostka osadnicza w Stanach Zjednoczonych, w stanie Arizona, w hrabstwie Apache.